# Qualea polychroma
Qualea polychroma är en tvåhjärtbladig växtart som beskrevs av Stafleu. Qualea polychroma ingår i släktet Qualea och familjen Vochysiaceae. Inga underarter finns listade i Catalogue of Life.